# Grridzor
Grridzor är ett vattendrag i Armenien. Det ligger i den centrala delen av landet, 50 kilometer öster om huvudstaden Jerevan.
Trakten runt Grridzor består till största delen av jordbruksmark. Runt Grridzor är det ganska tätbefolkat, med 72 invånare per kvadratkilometer.